# بخش بریتونگ، شهرستان سنت لوئیس، مینه سوتا
بخش بریتونگ (به انگلیسی: Breitung Township) یک منطقهٔ مسکونی در ایالات متحده آمریکا است که در شهرستان سنت لوئیس، مینه‌سوتا واقع شده‌است.
 بخش بریتونگ ۱۰۰٫۶ کیلومتر مربع مساحت و ۶۰۵ نفر جمعیت دارد و ۴۱۴ متر بالاتر از سطح دریا واقع شده‌است.